# Homotrioza beilshmiediae
Homotrioza beilshmiediae är en insektsart som beskrevs av Yang 1984. Homotrioza beilshmiediae ingår i släktet Homotrioza och familjen spetsbladloppor. Inga underarter finns listade i Catalogue of Life.